# Junior Bake Off Italia (terza edizione)
La terza edizione di  Junior Bake Off Italia è andata in onda dal 22 dicembre 2017 al 26 gennaio 2018 su Real Time.
Il programma è presentato da Katia Follesa, che sostituisce Benedetta Parodi, ed ha come giudici Ernst Knam, Clelia d'Onofrio e Damiano Carrara, il quale sostituisce Antonio Lamberto Martino.

## Concorrenti
| Concorrente         | Età |
| ------------------- | --- |
| Alessandro Iudice   | 12  |
| Alice Ninat         | 11  |
| Camillo Prato       | 10  |
| Chiara Bucci        | 8   |
| Edoardo Catarvelli  | 10  |
| Elisa Ferrante      | 11  |
| Filippo Trama       | 10  |
| Gaia Gucci          | 9   |
| Jacopo Famosi       | 8   |
| Matteo Barani       | 8   |
| Sara Papini         | 8   |
| Sara Andrea Lucelli | 9   |

## Tabella delle eliminazioni
| ___________   | 1         | 2         | 3         | 4     | Semifinale | Finale     | Finale     |  |  |  |  |  |  |  |  |  |
| Prova Tecnica | Chiara    | N.D.      | Massimo   | N.D.  | N.D.       | Alessandro | Alessandro |  |  |  |  |  |  |  |  |  |
| Massimo       | PRIMO     | SALVO     | SALVO     | SALVO | FINALISTA  | SALVO      | VINCITORE  |  |  |  |  |  |  |  |  |  |
| Alessandro    | SALVO     | PRIMO     | SALVO     | SALVO | FINALISTA  | SALVO      | SECONDO    |  |  |  |  |  |  |  |  |  |
| Chiara        | SALVA     | SALVA     | PRIMA     | SALVA | FINALISTA  | TERZA      |            |  |  |  |  |  |  |  |  |  |
| Sara          | SALVA     | SALVA     | SALVA     | SALVA | PRIMA      | TERZA      |            |  |  |  |  |  |  |  |  |  |
| Edoardo       | SALVO     | SALVO     | SALVO     | SALVO | ELIMINATO  |            |            |  |  |  |  |  |  |  |  |  |
| Elisa         | SALVA     | SALVA     | SALVA     | PRIMA | ELIMINATA  |            |            |  |  |  |  |  |  |  |  |  |
| Jacopo        | SALVO     | SALVO     | ELIMINATO |       |            |            |            |  |  |  |  |  |  |  |  |  |
| Sara Andrea   | SALVA     | SALVA     | ELIMINATA |       |            |            |            |  |  |  |  |  |  |  |  |  |
| Matteo        | SALVO     | ELIMINATO |           |       |            |            |            |  |  |  |  |  |  |  |  |  |
| Gaia          | SALVA     | ELIMINATA |           |       |            |            |            |  |  |  |  |  |  |  |  |  |
| Alice         | ELIMINATA |           |           |       |            |            |            |  |  |  |  |  |  |  |  |  |
| Camillo       | ELIMINATO |           |           |       |            |            |            |  |  |  |  |  |  |  |  |  |

Legenda:
     Il concorrente ha vinto la gara
     Il concorrente ha perso la sfida finale e si classifica al secondo posto della gara
     Il concorrente si classifica al terzo posto della gara
     Il concorrente accede in finale
     Il concorrente ha vinto il grembiule blu
     Il concorrente è salvo e accede alla puntata successiva
     Il concorrente è stato eliminato al termine della puntata
     Il concorrente è stato eliminato dopo la prova creativa

## Riassunto episodi

### Episodio 1
Prima TV: 22 dicembre 2017
- La prova creativa: selfie cake
- La prova tecnica: torta fragolosa
- Grembiule Blu: Massimo
- Concorrente eliminato: Alice, Camillo

### Episodio 2
Prima TV: 29 dicembre 2017
- La prova creativa: Hand Painted Cake
- La prova tecnica: Barbecue
- Grembiule Blu: Alessandro
- Concorrente eliminato: Gaia, Matteo

### Episodio 3
Prima TV: 5 gennaio 2018
- La prova creativa: Torta "due in uno" ospiti speciali maggie e bianca
- La prova tecnica: Buco della ciambella
- Grembiule Blu: Chiara
- Concorrente eliminato: Sara Andrea, Jacopo

### Episodio 4
Prima TV: 12 gennaio 2018
- La prova creativa: Maxi Pasticcini
- La prova tecnica: Torta di Non compleanno (ospiti speciali Giorgino Zacchia e i suoi amici mini-mini pasticceri)
- Grembiule Blu: Elisa
- Concorrente eliminato:  I giudici hanno deciso di non eliminare nessuno.

### Episodio 5 - semifinale
Prima TV: 19 gennaio 2018
- La prova creativa: Cupcake dolci alle verdure
- La prova tecnica (a squadre): Wedding Cake (Ospite speciale Renato Ardovino)
- Grembiule Blu: Sara
- Concorrente eliminato: Edoardo, Elisa

### Episodio 6 - FINALE
Prima TV: 26 gennaio 2018
- La prova creativa: Ogni concorrente ha avuto a disposizione un ingrediente scelto dai giudici e hanno dovuto realizzare una prova creativa rendendo quell'ingrediente il protagonista: Massimo - Cioccolato; Alessandro - Ricotta; Chiara - Frutta secca; Sara - Frutta
- La prova tecnica: Torta "L'antica"  in 2 versioni: Torta classica versione Knamm e torta al cucchiaio versione Damiano (ospiti speciali Arianna e Matteo di Junior Bake Off 2)
- La prova Finale: Signature Cake
- Vincitore: Massimo
- Concorrente eliminato: Sara, Chiara (dopo la prova tecnica); Alessandro

## Ascolti
| Puntata    | Data             | Telespettatori | Share | Note        |
| ---------- | ---------------- | -------------- | ----- | ----------- |
| 1          | 22 dicembre 2017 | 831.000        | 3,4%  | [ 2 ] [ 3 ] |
| 2          | 29 dicembre 2017 |                |       |             |
| 3          | 5 gennaio 2018   |                |       |             |
| 4          | 12 gennaio 2018  | 697.000        | 2,7%  |             |
| Semifinale | 19 gennaio 2018  | 664.000        | 2,6%  |             |
| Finale     | 26 gennaio 2018  | 717.000        | 2,8%  |             |
| Media      |                  |                |       |             |